# Lissa Pillu
 (juillet 2023).
Si vous disposez d'ouvrages ou d'articles de référence ou si vous connaissez des sites web de qualité traitant du thème abordé ici, merci de compléter l'article en donnant les références utiles à sa vérifiabilité et en les liant à la section « Notes et références ».
Pour les articles homonymes, voir Pillu.
Vous pouvez aider à l'améliorer ou bien discuter des problèmes sur sa page de discussion.
- Il ne cite pas suffisamment ses sources. Vous pouvez indiquer les passages à sourcer avec {{référence nécessaire}} ou {{Référence souhaitée}}, et inclure les références utiles en les liant aux notes de bas de page. (Marqué depuis novembre 2015)
- Sa forme n’est pas encyclopédique et ressemble trop à un curriculum vitæ. Modifiez le texte pour aider à le transformer en article neutre. (Marqué depuis août 2017)

- Archive Wikiwix
- Bing
- Cairn
- DuckDuckGo
- E. Universalis
- Gallica
- Google
- G. Books
- G. News
- G. Scholar
- Persée
- Qwant
- (zh) Baidu
- (ru) Yandex
- (wd) trouver des œuvres sur Wikidata

Lissa Pillu est une productrice, née à Paris, directrice générale de la société de production cinématographique Télécip

## Biographie
Après avoir terminé ses études secondaires, Lissa Pillu a poursuivi sa formation au Conservatoire national de danse de Paris et a également suivi des cours de théâtre sous la tutelle de Bernard Bimont et Florent.
Entre 1969 et 1972, elle a fait carrière en tant que danseuse classique. Son parcours professionnel a évolué lorsque de 1973 à 1984, elle est devenue comédienne. Sa carrière a pris une nouvelle direction en 1985 lorsqu'elle est devenue directrice de casting, un poste qu'elle a occupé jusqu'en 1991. Parallèlement à cela, de 1990 à 1997, elle a également exercé en tant que premier assistant réalisateur. Ensuite, elle a élargi son horizon en devenant directrice artistique de Télécip de 1998 à 1999.
Depuis l'an 2000, elle a assumé le rôle de directrice générale chez Télécip, gérant également les branches de Télécip Aquitaine et Télécip production.

## Filmographie

### Comme Productrice TV
- 2000 : Collection Petites Caméras - Arte :
  - Nationale 7 : Réal. Jean-Pierre Sinapi
  - Sa mère, la pute : Auteur, Réalisatrice
  - Clément : Auteur, Réalisatrice
- 2000 : Grosse bêtise. M6. 90 min. Réal. Olivier Peray.
- 2001 : Le Gang des poupées' : France 3. 90 min. Réal. Philomène Esposito.
- 2001 : Le Miroir d'Alice. France 3. 2 × 96 min. Réal. Marc Rivière
- 2001 : Tania Boréalis ou L'étoile d'un été. France 2. Réal. Patrice Martineau
- 2002 : La Grande brasserie  France 2. Réal. Dominique Baron
- 2002 : Papa, maman s'ront jamais grands France 2. Réal. Jean-Louis Bertuccelli
- 2003 : Les Beaux Jours : France 3. 90 min. Réal. Jean-Pierre Sinapi. Dans la collection "Les grandes vacances".
- 2003 : Fragile : France 3. 96 min. Auteur-réalisateur : Jean-Louis Milési, dans la collection "Les grandes vacances"
- 2004 : La Visite. France 2. 90 min. Réal. Pierre Sisser
- 2005 : Le Sang des fraises. France 3. Réal. Manuel Poirier
- 2006 : Aller-retour dans la journée : France 2. 90 min. Réal. Pierre Sisser
- 2007-2011 : Adresse Inconnue : France 3. Série 52 min. Episodes 1 à 10.
- 2001-2011 : Sœur Thérèse.com : Série 96 min. épisodes 1 à 21.
- 2010 : Comment va la douleur . France 2. 90 min. Réal. François Marthouret
- 2010 : C'est toi c'est tout : France 3. 96 min. Réal. Jacques Santamaria
- 1998-2013 : Louis la Brocante : France 3. Série 90 min. Episodes 1 à 44
- 2012 : La femme cachée : France 3. 96 min. Réal. Michel Favart
- 2013 : Dommages collatéraux. France 3. 90 min. Réalisateur : Michel Favart
- 2014 : Le port de l'oubli : France 3. 96 min. Réal. Bruno Gantillon
- 2010-2017 : Le Sang de la vigne : France 3. Série 90 min. Episodes 1 à 22
- 2017 : Quelque chose a changé : France 3.  90 min. Réalisateur : Jacques Santamaria
- 2019 : Meurtres à Colmar : France 3. 90 min. Réalisateur : Klaus Biedermann
- 2019 : Le Voyageur : France 3. 90 min. Réalisatrice : Stéphanie Murat

- 2019 : « Le Voyageur N° 2 - LA PERMISSION DE MINUIT » : France 3. 96 min. Réalisatrice : Stéphanie Murat

- 2020 : « Le Voyageur N° 3 - LE VOLEUR DE NUITS » : France 3. 96 min. Réalisatrice : Stéphanie Murat

- 2020 : « Le Voyageur N° 4 - LE VILLAGE ASSASSINÉ » : France 3. 96 min. Réalisatrice : Stéphanie Murat
- 2021 : « Le Voyageur N° 5 - LA MAISON SOUS LE VENT » : France 3. 96 min. Réalisateur : Philippe Dajoux

### Comme Directrice de casting Cinema et Télévision
- 1986 : Black Mic-Mac - Cinéma
- 1986 : L'État de grâce - Cinéma
- 1987 : Le Grand Bleu - Cinéma - réalisé par Luc Besson
- 1987 : L'Autre Nuit - Cinéma
- 1987 : La Chaîne - TV - 4 × 90 min
- 1988 : L'Argent - TV - 3 × 90 min. Réalisé par Jacques Rouffio
- 1988 : Quelques jours avec moi - Cinéma
- 1988 : Les Tisserands du Pouvoir - TV - 4 × 90 min
- 1988 : Cinéma - TV - 4 × 90 min
- 1988 : Ne réveillez pas un flic qui dort - Cinéma
- 1988 : Mirabeau - TV
- 1988 : Comédie d'été - TV
- 1988 : L'Orchestre rouge - Cinéma
- 1989 : Bille en tête - Cinéma
- 1989 : Baxter - Cinéma
- 1989 : Alberto Express - Cinéma
- 1989 : Mado poste restante - Cinéma
- 1989 : La Misère des riches - TV
- 1989 : Fantômes en héritage - TV
- 1989 : Faux et usage de faux - Cinéma
- 1989 : L'Enfant des loups - TV : 6 × 90 min
- 1990 : Le Sixième Doigt - Cinéma
- 1990 : La Femme fardée - TV
- 1990: Propspero's book - Cinéma
- 1990 : La Guerre blanche - TV
- 1990 : Softwar - TV
- 1991 : Napoléon et l'Europe - TV : 4 × 90 min
- 1991 : Ferdydurke - Cinéma
- 1991 : Single - TV
- 1992 : Le Retour de Casanova - Cinéma
- 1992 : Mensonge - Cinéma
- 1992 : Un cœur en hiver - Cinéma
- 1992 : Max et Jérémie - Cinéma
- 1992 : La Petite Apocalypse - Cinéma
- 1993 : La Dose mortelle - TV
- 1993 : Thandi - TV
- 1993 : Della morte dell'amore - TV
- 1993 : Le Blanc à lunettes - TV
- 1994 : Baldipata - TV- réalisé par Michel Lang
- 1997 : Le Bossu - Cinéma - réalisé par Philippe de Brocca

Comme 1er Assistant- Réalisateur et Directrice de casting Cinéma et Télévision
- 1990 : Les Mots du temps - TV
- 1990 : Le Stagiaire - TV
- 1990 : La Montagne de diamants - TV - 4 × 90 min
- 1991 : Le Juge et le terrorisme - TV
- 1991 : Seulement par amour - TV - 3 × 90 min
- 1996 : Post coïtum animal triste - Cinéma

## Théâtre
Comme Comédienne
- 1973 : Faust - Centre Dramatique de Nice. Metteur en scène : Jean Launay
- 1973 : Sparagmos - Avignon Palais des Papes. Metteur en scène : D. Borg Marion
- 1974 : Fuente ovejuna - d'après Lope Vega - Paris Théâtre 71. Metteur en scène Guy Kayatt
- 1974 : Les Chaises d'après Ionesco - Festival du Haut Quercy. Metteur en scène Claude Petit Castelli
- 1974 : Le Procès de Jean-Baptiste M. - d'après Robert Gurick - Paris - Théâtre 13. Metteur en scène Michel Demiautte
- 1975 : Monsieur de Pourceaugnac - Tournée en France. Metteur en scène : Michel Demiautte
- 1975 : George Dandin - Tournée en France. Metteur en scène : Gérard Bergard
- 1976 : Histoire d'une révolte - Paris - Théâtre de la Plaine. Metteur en scène : Yann Le Bonniec
- 1977 : George Dandin - Tournée en Afrique. Metteur en scène : Gérard Bergard
- 1978 : Yakov Bogomolov - Gorki - Paris - Théâtre 13. Metteur en scène : Michel Demiautte
- 1978 : Athalie : Festival d'Anjou - Metteur en scène : Henri Ronse
- 1978 : Bajazet : Festival d'Anjou - Paris - Théâtre de la Roquette. Metteur en scène : Henri Ronse
- 1979 : Yakov Bogomolov - Gorki - Paris - Théâtre de la Resserre. Metteur en scène : Michel Demiautte
- 1979 : Yerma - Chapiteau de Breteuil - Paris - Metteur en scène : Eric Nonn
- 1980 : Britannicus - Le Caire - Alexandrie. Metteur en scène : Gamil Ratib
- 1980 : Sheherazade - Le Caire - Alexandrie. Metteur en scène : Gamil Ratif
- 1981 : L'annonce faite à Marie - Tournée Baret. Metteur en scène : Pierre Franck
- 1981 : La fille Rappacini - Théâtre 71. Metteur en scène : André Cazalas
- 1982 : La Chanson de Pierre : court-métrage. Metteur en scène : Catherine Quesemand
- 1983 : Outrage aux bonnes mœurs - Paris - Théâtre Hébertot. Metteur en scène : Jean-Louis Martin Barbaz
- 1983 : Le Nombril - Paris Théâtre de l'Atelier. Metteur en scène : Pierre Franck
- 1984 : Lorenzaccio - Les Tréteaux de France. Metteur en scène : Jean-Louis Martin Barbaz